# Herman Frederik Schoon
Herman Frederik Schoon (ur. 10 grudnia 1851, zm. 31 stycznia 1930) – południowoafrykański pisarz i poeta, duchowny protestancki.
Pochodził z Rotterdamu, od dziecka jednak mieszkał w Natalu. Wyższe wykształcenie uzyskał na uniwersytecie w Stellenbosch. Już po ordynowaniu na pastora wydał dwa zbiory poezji (1873, 1884). Napisał też historię natalskiego Kościoła Reformowanego (1898) oraz obszerny pamiętnik opisujący wydarzenia mające miejsce podczas II wojny burskiej (1899-1902). Przygotował do druku znaczne fragmenty dziennika Erasmusa Smita, poświęcone wielkiemu trekowi.